# John Addison
John Addison (Chobham, 16 marzo 1920 – Bennington, 7 dicembre 1998) è stato un compositore britannico di colonne sonore cinematografiche.

## Biografia
All'età di 16 anni cominciò a frequentare il Royal College of Music, studiando composizione con Gordon Jacob, oboe con Léon Goossens e clarinetto con Frederick Thurston. Dopo aver combattuto nella seconda guerra mondiale, tornò a Londra per insegnare composizione al Royal College.
Si dedicò alla composizione di musiche per una serie di nuove opere teatrali inglesi, di J. Osborne in particolare. Si avvicinò poi all'ambiente del Free cinema componendo la sua prima colonna sonora per il film Minaccia atomica (1950) dei fratelli Boulting, con i quali collaborò in seguito per altri film come S.O.S. Scotland Yard (1951), Operazione fifa (1956), Mister Browne contro l'Inghilterra (1959), La ragazza dello scandalo (1960).
Divenne poi collaboratore fisso del regista Tony Richardson e compose le musiche, tra gli altri, per Gli sfasati (1960), Sapore di miele (1961), Gioventù amore e rabbia (1962), Tom Jones (1963), per il quale conquistò l'Oscar alla migliore colonna sonora, Il caro estinto (1965), I seicento di Balaklava (1968), Il fantino deve morire (1974), Joseph Andrews (1977).
Nel 1966 Alfred Hitchcock lo scelse per sostituire Bernard Herrmann nelle musiche de Il sipario strappato. Compose la colonna sonora per gli ultimi due film di Joseph L. Mankiewicz, Masquerade (1967) e Gli insospettabili (1972). Nel 1977 vinse il premio BAFTA per le musiche del film Quell'ultimo ponte sull'Operazione Market-Garden, alla quale aveva partecipato in prima persona.
Negli anni Settanta e Ottanta compose diverse musiche anche per la televisione, raggiungendo la popolarità nel 1984 con il celebre tema musicale del telefilm La signora in giallo, per il quale vinse l'Emmy Award l'anno seguente.
Nel corso della sua vita si dedicò anche alla musica da concerto, riscuotendo grande successo di critica. Tra questi lavori ritroviamo un concerto per tromba, archi e percussioni, un trio per oboe, clarinetto e fagotto, un sestetto per fiati e arpa, un concerto per pianoforte, un concertante per oboe, clarinetto, corno e orchestra, e una partita per archi.

## Filmografia parziale

### Cinema
- Minaccia atomica (Seven Days to Noon), regia di John e Roy Boulting (1950)
- Città in agguato (Pool of London), regia di Basil Dearden (1951)
- Accadde a Berlino (The Man Between), regia di Carol Reed (1953)
- Terrore sul treno (Time Bomb), regia di Ted Tetzlaff (1953)
- Berretti rossi (The Red Beret), regia di Terence Young (1953)
- Il cavaliere del mistero (The Black Knight), regia di Tay Garnett (1954)
- Sopravvissuti: 2 The Cockleshell Heroes), regia di José Ferrer (1955)
- Operazione fifa (Private's Progress), regia di John Boulting (1956)
- Bader il pilota (Reach for the Sky), regia di Lewis Gilbert (1956)
- Tre uomini in barca (Three Men in a Boat), regia di Ken Annakin (1956)
- Il capitano soffre il mare (Barnacle Bill), regia di Charles Frend (1957)
- Mister Browne contro l'Inghilterra (Carlton-Browne of the F.O.), regia di 	Roy Boulting e Jeffrey Dell (1959)
- La scuola dei dritti (School for Scoundrels), regia di Robert Hamer (1960)
- Gli sfasati (The Entertainer), regia di Tony Richardson (1960)
- Sapore di miele (A Taste of Honey), regia di Tony Richardson (1961)
- I cinque ladri d'oro (Go to Blazes), regia di Michael Truman (1962)
- Gioventù, amore e rabbia (The Loneliness of the Long Distance Runner), regia di Tony Richardson (1962)
- Tom Jones, regia di Tony Richardson (1963)
- La ragazza dagli occhi verdi (Girl with Green Eyes), regia di Desmond Davis (1964)
- Cannoni a Batasi (Guns at Batasi), regia di John Guillermin (1964)
- Le avventure e gli amori di Moll Flanders (The Amorous Adventures of Moll Flanders), regia di Terence Young (1965)
- Il caro estinto (The Loved One), regia di Tony Richardson (1965)
- I Was Happy Here, regia di Desmond Davis (1966)
- Una splendida canaglia (A Fine Madness), regia di Irvin Kershner (1966)
- Il sipario strappato (Torn Curtain), regia di Alfred Hitchcock (1966)
- Masquerade (The Honey Pot), regia di Joseph L. Mankiewicz (1967)
- Ci divertiamo da matti (Smashing Time), regia di Desmond Davis (1967)
- I seicento di Balaklava (The Charge of the Light Brigade), regia di Tony Richardson (1968)
- Fate la rivoluzione senza di noi (Start the Revolution Without Me), regia di Bud Yorkin (1970)
- Lo strano triangolo (Country Dance), regia di J. Lee Thompson (1970)
- Gli insospettabili (Sleuth), regia di Joseph L. Mankiewicz (1972)
- Il fantino deve morire (Dead Cert), regia di Tony Richardson (1974)
- A cavallo di un pony selvaggio (Ride a Wild Pony), regia di Don Chaffey (1975)
- Il corsaro della Giamaica (Swashbuckler), regia di James Goldstone (1976)
- Sherlock Holmes: soluzione settepercento (The Seven-Per-Cent Solution), regia di Herbert Ross (1976)
- Quell'ultimo ponte (A Bridge Too Far), regia di Richard Attenborough (1977)
- Joseph Andrews, regia di Tony Richardson (1977)
- Agenzia omicidi (Grace Quigley), regia di Anthony Harvey (1985)

### Televisione
- Grady - serie TV, 6 episodi (1975-1976)
- The Eddie Capra Mysteries - serie TV, 1 episodio (1978)
- Colorado (Centennial) - miniserie TV (1978-1979)
- Nero Wolfe - serie TV, 14 episodi (1981)
- La signora in giallo (Murder, She Wrote) - serie TV, 1 episodio (1984)
- Agatha Christie: 13 a tavola (Thirteen at Dinner) - film TV, regia di Lou Antonio (1985)
- Agatha Christie: Caccia al delitto (Dead Man's Folly) - film TV, regia di Clive Donner (1986)
- Storie incredibili (Amazing Stories) - serie TV, 2 episodi (1986)
- Disneyland - serie TV, 2 episodi (1986-1987)
- Il fantasma dell'Opera (The Phantom of the Opera) - miniserie TV (1990)

### Premi Oscar Miglior Colonna Sonora

#### Vittorie
- Tom Jones (1964)

#### Nomination
- Gli insospettabili (1973)